# Galumna tricuspidata
Galumna tricuspidata är en kvalsterart som beskrevs av Engelbrecht 1969. Galumna tricuspidata ingår i släktet Galumna och familjen Galumnidae. Inga underarter finns listade i Catalogue of Life.